# Xã High Lake, Quận Emmet, Iowa
Xã High Lake (tiếng Anh: High Lake Township) là một xã thuộc quận Emmet, tiểu bang Iowa, Hoa Kỳ. Năm 2010, dân số của xã này là 493 người.